# Patinatge de velocitat als Jocs Olímpics d'hivern de 2010 - 10.000 metres masculins
Als Jocs Olímpics d'Hivern de 2010 celebrats a la ciutat de Vancouver (Canadà) es disputà una prova de patinatge de velocitat sobre gel sobre una distància de 10.000 metres en categoria masculina que formà part del programa oficial dels Jocs.
La prova es disputà el dia 23 de febrer de 2010 a les instal·lacions del Richmond Olympic Oval de la ciutat de Vancouver. Hi participaren un total de 15 patinadors de velocitat de 9 comitès nacionals diferents.

## Resum de medalles
| Or             | Argent       | Bronze      |
| Lee Seung-Hoon | Ivan Skobrev | Bob de Jong |

## Resultats
| i: pista interior | e: pista exterior |

| Pos. | Dorsal | P. | Nom                    | CON           | Temps      | Dif.   | Notes |
| ---- | ------ | -- | ---------------------- | ------------- | ---------- | ------ | ----- |
| 1    | 5      | i  | Lee Seung-Hoon         | Corea del Sud | 12:58.55   | 0.00   | RO    |
| 2    | 8      | e  | Ivan Skobrev           | Rússia        | 13:02.07   | +3.52  |       |
| 3    | 7      | e  | Bob de Jong            | Països Baixos | 13:06.73   | +8.18  |       |
| 4    | 6      | i  | Alexis Contin          | França        | 13:12.11   | +13.56 |       |
| 5    | 7      | i  | Håvard Bøkko           | Noruega       | 13:14.92   | +16.37 |       |
| 6    | 2      | e  | Sverre Haugli          | Noruega       | 13:18.74   | +20.19 |       |
| 7    | 3      | i  | Henrik Christiansen    | Noruega       | 13:25.65   | +27.10 |       |
| 8    | 2      | i  | Jonathan Kuck          | Estats Units  | 13:31.78   | +33.23 |       |
| 9    | 5      | e  | Arjen van der Kieft    | Països Baixos | 13:33.37   | +34.82 |       |
| 10   | 6      | e  | Marco Weber            | Alemanya      | 13:35.73   | +37.18 |       |
| 11   | 4      | i  | Hiroki Hirako          | Japó          | 13:37.56   | +39.01 |       |
| 12   | 1      | i  | Ryan Bedford           | Estats Units  | 13:40.20   | +41.65 |       |
| 13   | 4      | e  | Aleksandr Rumiàntsev   | Rússia        | 13:45.77   | +47.22 |       |
| 14   | 3      | e  | Sebastian Druszkiewicz | Polònia       | 13:49.31   | +49.40 |       |
| —    | 8      | i  | Sven Kramer            | Països Baixos | (12:54.50) | -      | DSQ   |
| —    | -      | -  | Enrico Fabris          | Itàlia        | -          | -      | NS    |

RO: rècord olímpic
DSQ: desqualificat
NS: no sortí